# Cresera ilioides
Cresera ilioides är en fjärilsart som beskrevs av William Schaus 1905. Cresera ilioides ingår i släktet Cresera och familjen björnspinnare. Inga underarter finns listade i Catalogue of Life.